# Neverkino
Neverkino (in russo Неверкино?; in lingua ciuvascia: Çăрттанлă) è un villaggio della Russia europea centrale, situato nell'oblast' di Penza; è il centro amministrativo del distretto Neverkinskij.
Si trova 164 km a sud-est di Penza.